# Бадем
Бадем (лат. Prunus dulcis), или слатки бадем, је дрво из фамилије ружа (Rosaceae), чији се плод и семе користе у исхрани људи као воће. У народу се користи и назив бајам за сам плод дрвета. Бадем потиче из Ирана и околних земаља, укључујући Левант.
Назив бадем у ботаничкој литератури се користи за неколико сродних врста рода Prunus и подрода Amygdalus. Сем слатког, постоји и горки бадем, чије семе има већу количину цијанида и може се сматрати отровним ако се конзумира у већим количинама. Занимљива врста је и Prunus tenella или степски бадем, који расте у Делиблатској пешчари.
- дрво бадема у цвету
- цвет бадема
- плодови бадема
- семена слатког бадема

## Опис

### Стабло
Бадем је листопадно дрво, које расте 4—10 m (13—33 ft) у висину, са стаблом до 30 cm (12 in) у пречнику. Младе гранчице су прво зелене, постају љубичасте када су изложене сунцу, и затим сиве у другој години. Листови су 8—13 cm (3—5 in) дуги, са назубљеном маргином и 2,5 cm (1 in) дугом петељком. Цветови су беле до љубичасте боје, 3—5 cm (1—2 in) у пречнику са пет латица, формирани самостално или у паровима и појављују се пре листова у рано пролеће. Бадем најбоље расте у медитеранској клими са топлим, сувим летима и благим, влажним зимама. Оптимална температура за његов раст је између 15 and 30 °C (59 and 86 °F) и пупољци имају потребу за хлађењем од 300 до 600 сати испод 7,2 °C (45,0 °F) да би прекинули успављеност.

## Горки бадем
Горки бадем (лат. Prunus amygdalus Stoker) је биљка пореклом из Мале Азије и Месопотамије, одакле се раширио у многе земље око Средоземног мора. Расте у приморју и Македонији као полудивља биљка. За развој су јој погодна сува, топла и каменита станишта. Горки бадем је дрво високо 5-8 м. Има издужене ланцетасте листове, по ободу тестерасто назубљене и шиљатог врха. У пазуху листова и лисним петељкама налазе се 1-2 жлезде.
Бели или ружичасти цветови се појављују још у току марта – априла. Плод је дугуљаста коштуница која садржи једно, ређе два семена. Семе је спљоштено, дужине око 2 цм а ширине 1,2 цм. Епикарп је маљав и зелене боје, а кожасти мезокарп отпада када се осуши, ендокарп (коштица) је са карактеристичним дубоким рупицама. Горки бадем цвета у рано пролеће.

### Семе горког бадема
Семе горког бадема се користи за добијање ароматичних вода које делују као наркотик и седатив. Служи и за добијање масног уља, цеђењем зрелог семена које нема амигдалина. То је бистра, бледожута течност, скоро без мириса и врло благог укуса, а састоји се из смеше глицерида олеинске (80%) и линолне киселине.
Ово уље се може користити у прехрамбеној индустрији, као јестиво и у козметици за израду кремова. Служи као масна подлога за израду мелема, као растварач за справљање камфорног уља и справљање емулзија. Бадемово уље се често и фалсификује. При употреби горког бадема морамо имати у виду да интерно узимање може бити врло опасно.
Семе се сакупља када коштуница потпуно сазри, мезокарп отпада, а коштица се суши на промајном месту. Потапањем семена у топлу воду семењача се скида. Семе бадема је дугачко до 2,5 цм, на врху сужено у мали шиљак, а са супротне стране заобљено. Мириса нема, а укуса је горког. Семе треба да је цело и неоштећено од инсеката.
Семе горког бадема садржи и до 55% масног уља, нешто шећера, око 25% беланчевина, затим слуз, гуму и цијаногентски хетерозид који даје горчину, а највећа је лековитост баш у њему. Бадемово уље садржи око 80% триолеина.

### Лековито дејство
Горки бадем садржи цијановодоничну киселину, врло јаки отров, па се забрањује сваки покушај да се короисти оралним путем. У спољној употреби, припремљен у облику врућих облога и купки, ублажује бол, нарочито мигрену, болове бубрега и јетре, реуму и киселину. Тесто које добијамо од овог воћа служи као добар сапун за особе са осетљивом кожом и изврстан је природни дезодоранс, далеко бољи и здравији од вештачких спрејева. Цела биљка садржи гликозиде у семену, кори и лишћу. Толико је отровна да 50-70 горких бадема узрокују смрт код одрасле особе, а само 3 горка бадема могу изазвати јако тровање. Ипак, екстракт бадема који се користи за колаче произведен је од горког бадема јер горчина екстракта потиче од прусичне киселине, која се уништава деловањем топлоте и екстракције уља.

## Таксономија

### Слатки и горки бадеми
Семе Prunus dulcis var. dulcis је претежно слатко, али нека појединачна стабла дају семе које је донекле горко. Генетска основа за горчину укључује један ген, горак укус је осим тога рецесиван. Ова два аспекта чине ову особину лакшом за припитомљавање. Плодови Prunus dulcis var. amara су увек горки, као и коштице других врста рода Prunus, као што су кајсија, бресква и трешња (иако у мањој мери).
Горки бадем је нешто шири и краћи од слатког бадема и садржи око 50% фиксираног уља које се налази у слатком бадему. Такође садржи ензим емулзин који, у присуству воде, делује на два растворљива глукозида амигдалин и прунасин дајући глукозу, цијанид и етерично уље горких бадема, које је скоро чист бензалдехид, хемикалија која изазива горак укус. Горки бадеми могу да дају 4–9 милиграма цијановодоника по бадему и садрже 42 пута веће количине цијанида од нивоа у траговима који се налазе у слатком бадему. Садржај цијанида у горким бадемима је проистиче из ензимске хидролизе амигдалина. P450 монооксигеназе су укључене у пут биосинтезе амигдалина. Тачкаста мутација у фактору транскрипције bHLH спречава транскрипцију два гена цитохрома P450, што резултира особином слатког језгра.